# Ленінградський район (Кокшетауська область)
Ленінгра́дський район (рос. Ленинградский район, каз. Ленинград ауданы) — колишній район у складі Кокшетауської області Казахської РСР (1955—1991) та Казахстану (1991—1997).
Адміністративним центром району було село Ленінградське.

## Історія
Ленінградський район утворений 22 жовтня 1955 року у складі Кокчетавської області з частин Кзилтуського та Чкаловського районів.
1988 року Ленінський район був ліквідований та приєднаний до складу Ленінградського району.
13 вересня 1990 року Ленінський район був відновлений та виділений зі складу Ленінградського району.
2 травня 1997 року район був ліквідований, його територія повністю увійшла до складу Ленінського району.